# جيف كونكل
جيف كونكل (بالإنجليزية: Jeff Kunkel)‏ هو لاعب كرة قاعدة أمريكي، ولد في 25 مارس 1962 في ويست بالم بيتش في الولايات المتحدة.

## وصلات خارجية
- جيف كونكل على موقع دوري كرة القاعدة الرئيسي (الإنجليزية)
- جيف كونكل على موقعبيزبول رفرنس.كوم (الدوري الرئيسي) (الإنجليزية)
- جيف كونكل على موقعبيزبول رفرنس.كوم (الدوري الثانوي) (الإنجليزية)